# Eugenio Checchi
Eugenio Checchi (Livorno, 4 ottobre 1838 – Roma, 15 maggio 1932) è stato uno scrittore e giornalista italiano.

## Biografia
Nato a Livorno nel 1838, ebbe un fratello Tito di 11 anni più giovane anch'egli scrittore.
Nel 1866, a ventisette anni, Checchi partecipò alla terza guerra d'indipendenza come volontario nelle truppe di Garibaldi. Ferito nei combattimenti, rimase invalido per il resto della vita. Durante la convalescenza scrisse la sua opera più nota Memorie di un garibaldino  che pubblicò a puntate, nel medesimo anno, sulle pagine del quotidiano torinese Gazzetta del Popolo e successivamente, nella versione definitiva, in un volume del 1903.
Dal 1887 al 1914, quando si ritirò in pensione, insegnò lettere negli istituti romani Metastasio e Leonardo da Vinci. Oltre all'insegnamento, si occupò di critica teatrale per il quotidiano Il Giornale d'Italia, firmandosi con lo pseudonimo di Tom. 
Collaborò anche con il quotidiano Il Fanfulla di cui fu direttore dell'edizione domenicale.
Scrisse anche racconti, novelle, biografie e saggi di critica e di storia. A Checchi si devono inoltre una monografia su Gioachino Rossini e la prefazione ad un epistolario di Gaetano Donizetti.
Morì a Roma, a novantatré anni, nel 1932.

### Riconoscimenti
Il comune di Roma nel 1957 ha dedicato alla sua memoria una via cittadina del Municipio IV, nel quartiere di Pietralata.

## Opere

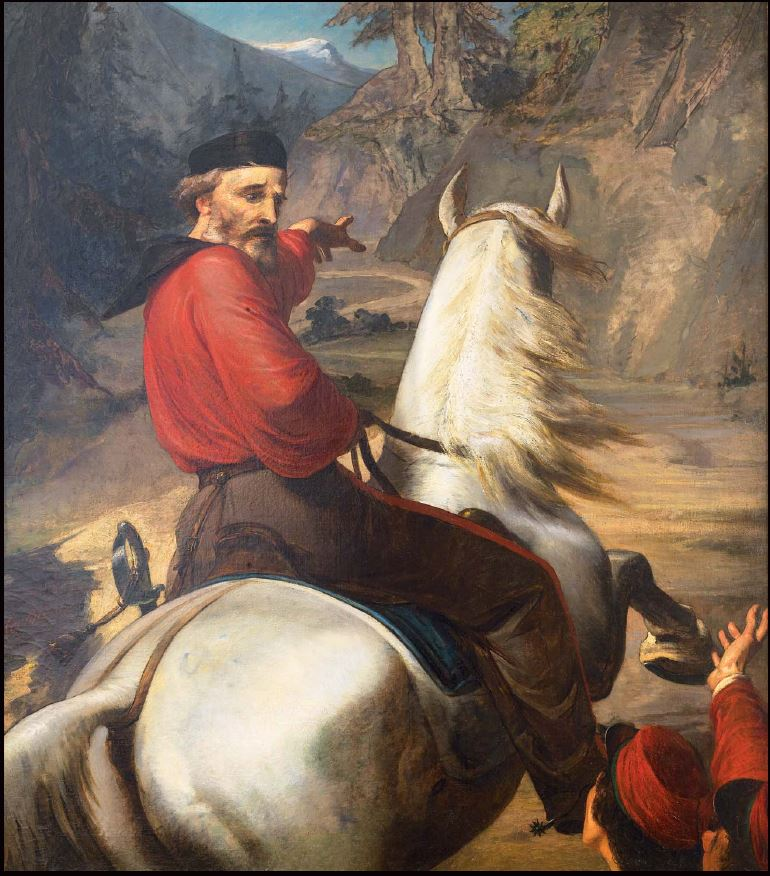
G. Carlini, Garibaldi nella campagna del Trentino (1866)

- Memorie alla casalinga di un garibaldino. Guerra nel Tirolo 1866, Livorno, Francesco Tellini, dopo il 1866. Testo consultabile in Google libri
- Racconti novelle e dialoghi, Milano, Paolo Carrara, 1884.
- Racconti per giovinetti, Firenze, F. Paggi, 1886.
- Cristoforo Colombo, Firenze, G. Barbera, 1886.
- L'Italia dal 1815 ad oggi. Narrazione storica per i giovani, Milano, Paolo Carrara, 1888.
- Introduzione a Lettere inedite di Gaetano Donizetti, Roma, Unione cooperativa editrice, 1892 (edizione moderna: Roma, NeoClassica, 2016, ISBN 978-88-9374-008-1)
- Nostalgie marine. Profili, macchiette, paesaggi, Milano, Paolo Carrara, 1895.
- Rossini, Firenze, G. Barbera, 1898.
- Fra un treno e l'altro. Bizzarrie e vagabondaggi, Firenze, R. Bemporad, 1900.
- Garibaldi. La sua vita narrata ai giovani, Milano, F.lli Treves, 1907.
- Carlo Goldoni e il suo teatro, Firenze, R. Bemporad, 1907.
- Come si è fatta l'Italia, Bologna, Zanichelli, 1911.